# Ludwin (województwo lubelskie)
Ludwin – wieś w Polsce położona w województwie lubelskim, w powiecie łęczyńskim, w gminie Ludwin.
W latach 1975–1998 miejscowość administracyjnie należała do ówczesnego województwa lubelskiego.
Miejscowość jest siedzibą gminy Ludwin począwszy od XIX wieku przy czym zmienił się zakres terytorialny i miejscowości w podległości administracyjnej. 
Wieś stanowi sołectwo gminy Ludwin. Według Narodowego Spisu Powszechnego z roku 2011 wieś liczyła 359 mieszkańców.

## Etymologia
Ludwin dziś: Ludwin, wieś, i Ludwin-Kolonia położone 26 km na południowy wschód od Lubartowa.
Nazwa miejscowości pochodzi od imienia Ludwin, w nazwie Ludwin-Kolonii zestawiona z apelatywem kolonia.

## Historia
Wieś powstała w wieku XVII. Z roku 1674 z rejestru pogłownego pochodzi pierwszy zapis Ludwin. Strażnik litewski Stanisław Potocki sprzedał w 1725 roku Ludwin hetmanowi polnemu koronnemu i wojewodzie podlaskiemu Stanisławowi Mateuszowi Rzewuskiemu. W formie niezmienionej występuje zarówno w spisach kościelnych z 1787 roku, jak i z roku 1827.
Notę o Ludwinie zamieszcza Słownik geograficzny Królestwa Polskiego z roku 1884.
Ludwin to wieś, w powiecie lubartowskim, gminie Ludwin, parafii Łęczna. Posiada urząd gminny, piękną pasiekę. Według spisu ludności z 1827 roku było tu 20 domów i 145 mieszkańców.
Gmina w wieku XIX
Gmina Ludwin w wieku XIX należała do sądu gminnego okręgu IV w Zezulinie, stacja pocztowa w Łęcznej, obszar gminy wynosi 25314 morg, ludność 4288 (1867 r.). W skład gminy wchodzą: Dratów, Godziębów folwark, Grądy, Kaniwola, Karolin, Krzczeń osada Ludwin, Łysy grąd, Piaseczno, Rospłucie, Podzamcze, Skarbin, Stasin, Stara-Wieś, Szczecin, Witaniew, Zezulin, Ziółków.
Według spisu z roku 1921 nazwę Ludwin posiadał folwark, wieś i kolonia. Ludwin wieś i kolonia odnotowano w 1952.